# Enquête publique
Ne doit pas être confondu avec la Commission d'enquête parlementaire, qui se déroule dans la sphère législative.

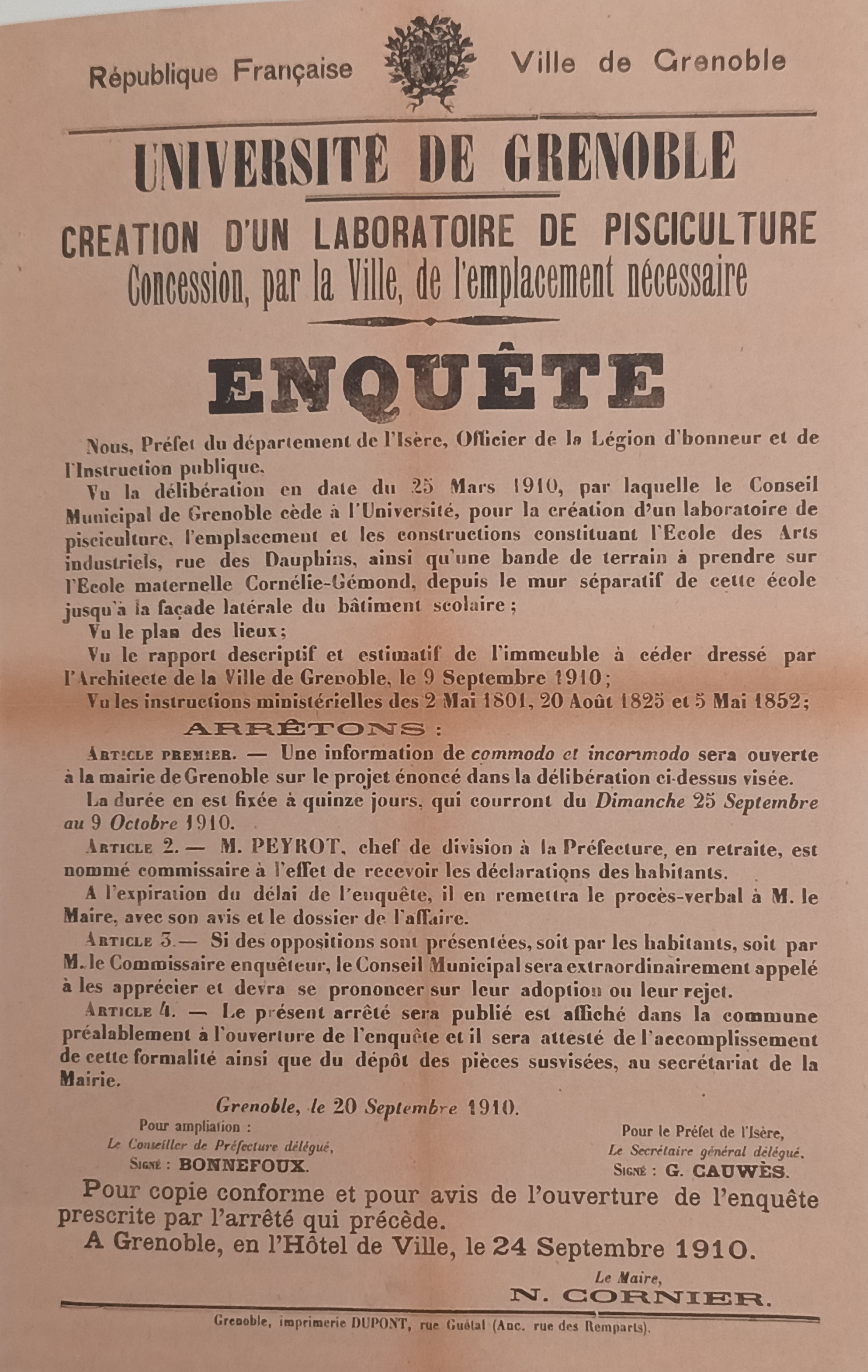
Affiche d'enquête publique à Grenoble datant de 1910

Une enquête publique est une procédure règlementée d'information et de consultation de citoyens, décidée par une autorité légitime, avec des champs d'applications et des moyens appropriés très variables selon chaque pays. Elle peut être mise en œuvre soit préalablement à certains projets ou décisions (exemples : en environnement, en urbanisme en France, en Suisse, en Belgique, soit postérieurement à certains évènements souvent catastrophiques (exemples : accidents majeurs ou meurtres de masse dans de nombreux pays du Commonwealth comme le Royaume-Uni, l'Irlande, l'Australie ou le Canada, changement climatique en Belgique). Son animateur (souvent dénommé "commissaire" ou "commissaire enquêteur"), ou son groupe d'animateurs (souvent dénommé "commission d'enquête"), est réputé d'une part indépendant des autorités concernées, organisatrice et décisionnaire, et du champ d'application de l'enquête publique, et d'autre part sans conflit d'intérêts. Le résultat de l'enquête (ses conclusions) est remis par écrit, dans un rapport, au moins aux autorités concernées et peut être connu du public.
L'enquête publique est un des lieux et outils de régulation de la démocratie, où tous et chacun peuvent s’exprimer.
La convention internationale d'Aarhus de 2001 et ses déclinaisons législatives nationales imposent, en matière d'environnement, une large participation du public aux processus décisionnels ainsi qu'un accès à l'information et à la justice.

## Caractéristiques générales
L'enquête publique est un moyen officiel de recueillir les observations, les remarques, les avis, les propositions de l'ensemble des personnes, physiques ou morales, concernées par son objet. Elle est mise en œuvre par l'autorité publique organisatrice lorsqu'un texte juridique le requiert.
Elle doit respecter les modalités ainsi prévues telles que des éléments de publicité pour que sa tenue soit connue du public, de délais, de durée, de lieu(x) pour permettre l'intervention du public, d'accès aux documents appropriés pour compléter l'information du public, de moyens de recueil de l'expression du public (oral, écrit, électronique ; réunion(s), présence d'un enquêteur). Le résultat de l'enquête doit être identifié (exemple : rapport) avec des conclusions pouvant être motivées. Ce résultat est transmis à l'autorité organisatrice ainsi qu'à l'entité demandeuse originelle et peut être connu du public. Les modalités de prise en compte de ce résultat méritent d'être préalablement explicitées.
Selon des modalités spécifiques à chaque pays, l'enquête publique organise une consultation de la population soit en concertation préalable à certaines décisions administratives (d'aménagement du territoire, environnementales, expropriation, ...) soit a posteriori après une catastrophe, naturelle ou technologique.

## Modalités selon les pays

### En France
En France, l'enquête publique est réglementairement nécessaire :
- sur la plupart des « projets de travaux, d'ouvrages ou d'aménagements devant comporter une évaluation environnementale »[3] ;
- pour les projets demandant qui exigent une expropriation justifiée par l'intérêt public et prononcée à l'issue d'une déclaration d'utilité publique[4],[5] ; Certains projets (relevant de la Défense nationale) font l'objet de dérogation à ce type de procédure ;
- avant l'adoption des documents d’urbanismes collectifs[6],[7].

Elle est donc ouverte localement, sur et autour des lieux impactés, dans la (ou les) mairie(s) concerné(es) par le projet. Elle est conduite par un Commissaire enquêteur, ou par une commission d'enquête (nombre impair de commissaires enquêteurs avec un président de commission) pour les enquêtes complexes, le plus souvent désigné(e) par le président du Tribunal administratif de référence des lieux.
Elle est ouverte à tous (sans restriction d'âge ou nationalité). Chacun peut s'y informer du projet et exprimer son avis, ses suggestions et d'éventuelles contre propositions, auprès du commissaire enquêteur, sur un registre d'enquête au format papier ou parfois électronique (dématérialisé),. À l’expiration du délai d’enquête, le registre d’enquête est clos puis transmis avec le dossier d’enquête au commissaire enquêteur. Celui-ci rédige ensuite des conclusions ainsi qu’un avis motivé, favorable ou non, sur le projet envisagé, avec éventuellement des réserves. Il les transmet à l'autorité organisatrice de la procédure, à l'autorité qui l'a désignée et, parfois seulement au maître d'ouvrage du projet.
Plusieurs milliers d'enquêtes publiques sont ainsi menées chaque année en France.
La Charte de l'environnement précise qu'il est du devoir de chaque citoyen de protéger son environnement.

### En Belgique

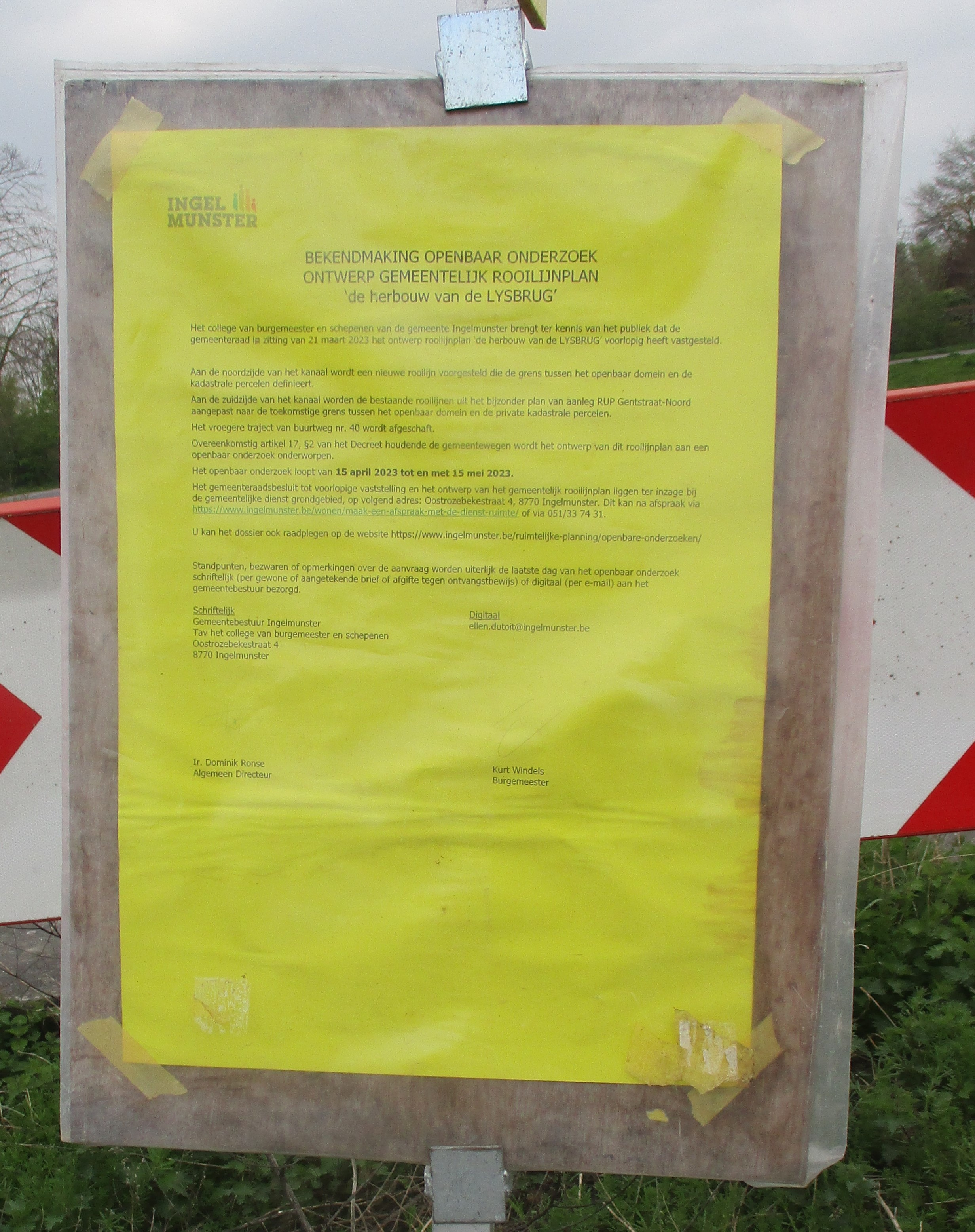
Enquête publique en Ingelmunster.

L’enquête publique est réglementée dans la Région wallonne dans le Livre Premier de son Code de l’Environnement. Elle est requise pour toutes les demandes de permis d’environnement ou de permis unique (classe 1 et 2).

### En Suisse
L'enquête publique est citée dans la loi fédérale sur la procédure administrative. La loi fédérale sur l’aménagement du territoire impose « à ce que la population puisse participer de manière adéquate à l'établissement des plans » directeurs et d'affectation avec une compétence des cantons pour régler la procédure de l'enquête publique (publication, durée, participation, gestion des observations, etc.).

### Pays du Commonwealth
Dans les pays du Commonwealth, une commission royale d'enquête a un champ d'action qui concerne tout ce qui risque de préoccuper la population. Elle est un héritage de la Commission d'enquête parlementaire au Royaume-Uni qui trouve son origine dans la prérogative royale d'initier des enquêtes depuis Henri VII en 1517.

#### Au Québec
Dans la province canadienne du Québec, une Commission d'enquête publique est un organisme ad hoc et temporaire doté de certains pouvoirs judiciaires et mis sur place par le gouvernement québécois afin de faire la lumière sur des allégations ou des événements précis qui sont potentiellement contraires à l'intérêt public, ou encore pour comprendre les causes d'un accident ou sinistre majeur. Son fonctionnement s'inscrit dans le cadre d'une procédure inquisitoire « lorsque le gouvernement juge à propos de faire faire une enquête sur quelque objet qui a trait au bon gouvernement du Québec, sur la gestion de quelque partie des affaires publiques, sur l'administration de la justice ou sur quelque matière importante se rattachant à la santé publique ou au bien-être de la population ».
Subséquemment, s'il avait lieu de porter des accusations contre l'auteur présumé d'un délit ou autre infraction, seule la procédure accusatoire serait retenue dans un procès relevant de l'ordre judiciaire, et non plus d'une commission d'enquête. Les témoignages et autres documents de la commission d'enquête serviront alors à la poursuite à établir la preuve que les faits allégués sont effectivement ceux de l'accusé.

## Tendance, évolution
Selon les pays, la liste des projets soumis à enquête publique varie. Elle est parfois obligatoire à partir d'un certain plafond de budget.
Dans le monde, le volet environnemental ou socio-environnemental des enquêtes tend à prendre de l’importance, notamment en raison de l’application obligatoire de la Convention d'Aarhus. Dans l'Union européenne, cette convention a été transcrite dans la directive européenne 2003/4/CE, amendée dans la décision 2006/957/CE et précisée dans le règlement 1367/2006/CE. Ces textes imposent à toutes les collectivités publiques de l'Union européenne de donner au public « une réelle possibilité de participer au plus tôt à l’élaboration, à la modification ou au réexamen des plans et programmes relatifs à l’environnement ».
Hormis dans quelques pays (Canada, certains pays anglo-saxons ou d'Europe du Nord), les services municipaux ou de l'État qui accompagnent les enquêtes publiques manquent souvent de moyens et d'expérience en matière de concertation et de débat public et citoyen [réf. nécessaire].